# مجلس الدولة المؤقت
 

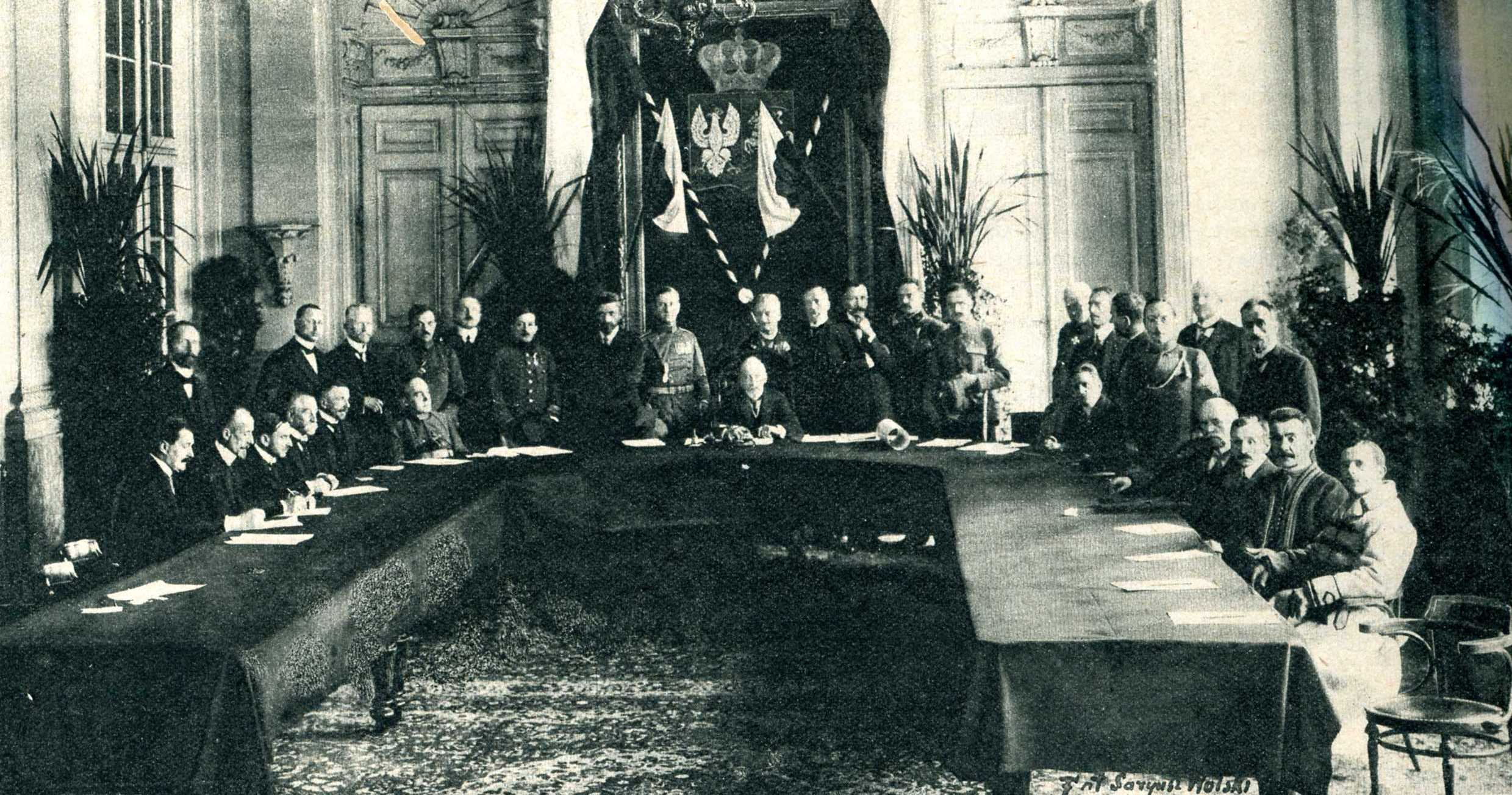
الإجتماع الأول لمجلس الدولة المؤقت

مجلس الدولة المؤقت ( (بالبولندية: tymczasowa Rada Stanu)‏، (الألمانية: Provisorische Staatsrat im Koenigreich Polen ) كانت أول حكومة لمملكة بولندا، وهي دولة جديدة أنشأتها السلطات العسكرية لألمانيا والنمسا على بعض الأراضي البولندية خلال الحرب العالمية الأولى.
تم إنشاء المجلس المؤقت رسميًا على أساس قانون 5 نوفمبر (لعام 1916)، وبدأ اجتماعاته في 14 يناير 1917. وكان المجلس يضم 25 عضوا. 10 من الأراضي النمساوية و15 من الأراضي الألمانية. كان رئيسها واكلاف نيمويوفسكي، وكان نائب الرئيس جوزيف ميكوفسكي-بومورسكي. كان جوزيف بيوسودسكي مسؤولاً عن الشؤون العسكرية.
وطالب أعضاء المجلس بمزيد من الاستقلال الذاتي، خصوصا في مجال التعليم. وبسبب ممارسات المانيا لضمان بقاء المجلس صوريا من دون سلطة فعلية، استقال بيوسودسكي منه، مما أدى إلى ما يعرف بأزمة القسم في الجيش البولندي في يوليو. وفي أعقاب ذلك، تم حل المجلس بأكمله في 25 أغسطس 1917.
وتلاه اللجنة المؤقتة لمجلس الدولة المؤقت [الإنجليزية] ( Komisja Przejściowa Tymczasowej Rady Stanu ) ثم مجلس الوصاية .
أعضاء المجلس هم جوزيف برودزينسكي ، ستانيسواف بوكوفيتشي، ستانيسواف دزيرزبيكي، لودفيك جورسكي، جوزيف هيغرسبرجر، ماريان يانوشاجتيس-سيغوتا ، كازيميرز ناتانسون، جوزيف بيوسودسكي، فرانسيسزيك بيوس رادزويتش ، فويتشخ روستووروفسكي، يوستاشي سابيها ، ستانيسواف. تشانيوسكي، ستانيسلاف ستانيزيفسكي، فلاديسلاف ستودنيكي ، و أرتور سليوينسكي .